# القمة الخليجية 2024 (الكويت)
قمة مجلس التعاون الخليجي 2024 أو القمة الخليجية 45 عقدت القمة في يوم الأحد 1 ديسمبر 2024 بدولة الكويت، برئاسة صاحب السمو الشيخ مشعل الأحمد الجابر الصباح أمير دولة الكويت.

## المشاركون

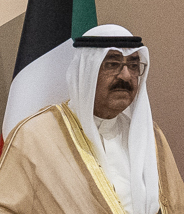
دولة الكويت صاحب السمو الشيخ مشعل الأحمد الجابر الصباح أمير دولة الكويت (رئيس الاجتماع)
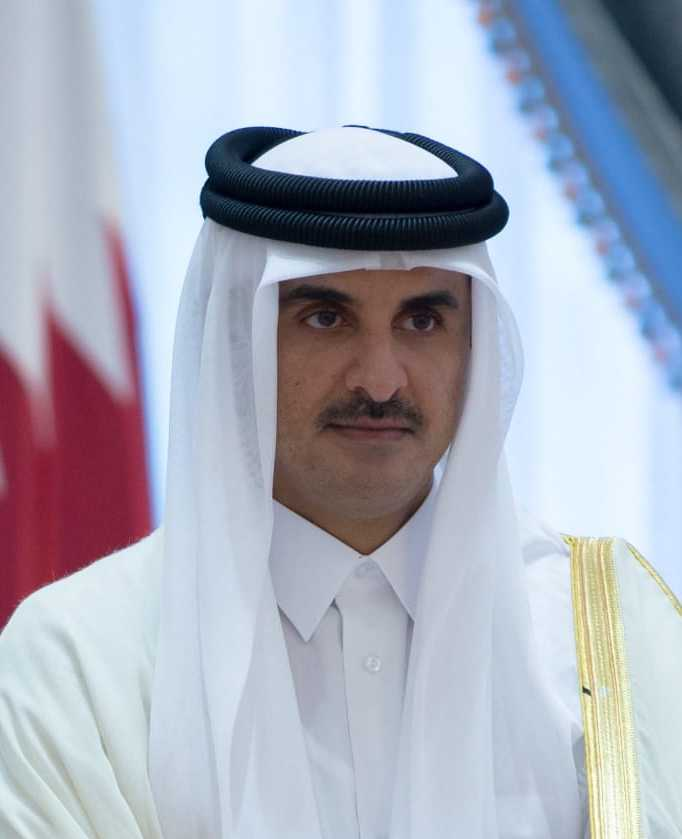
دولة قطر صاحب السمو الشيخ تميم بن حمد آل ثاني أمير دولة قطر
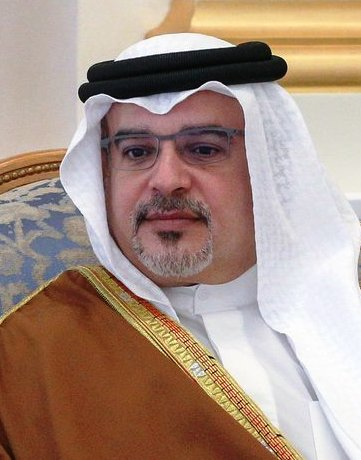
مملكة البحرين صاحب السمو الملكي الأمير سلمان بن حمد آل خليفة ولي العهد رئيس مجلس الوزراء
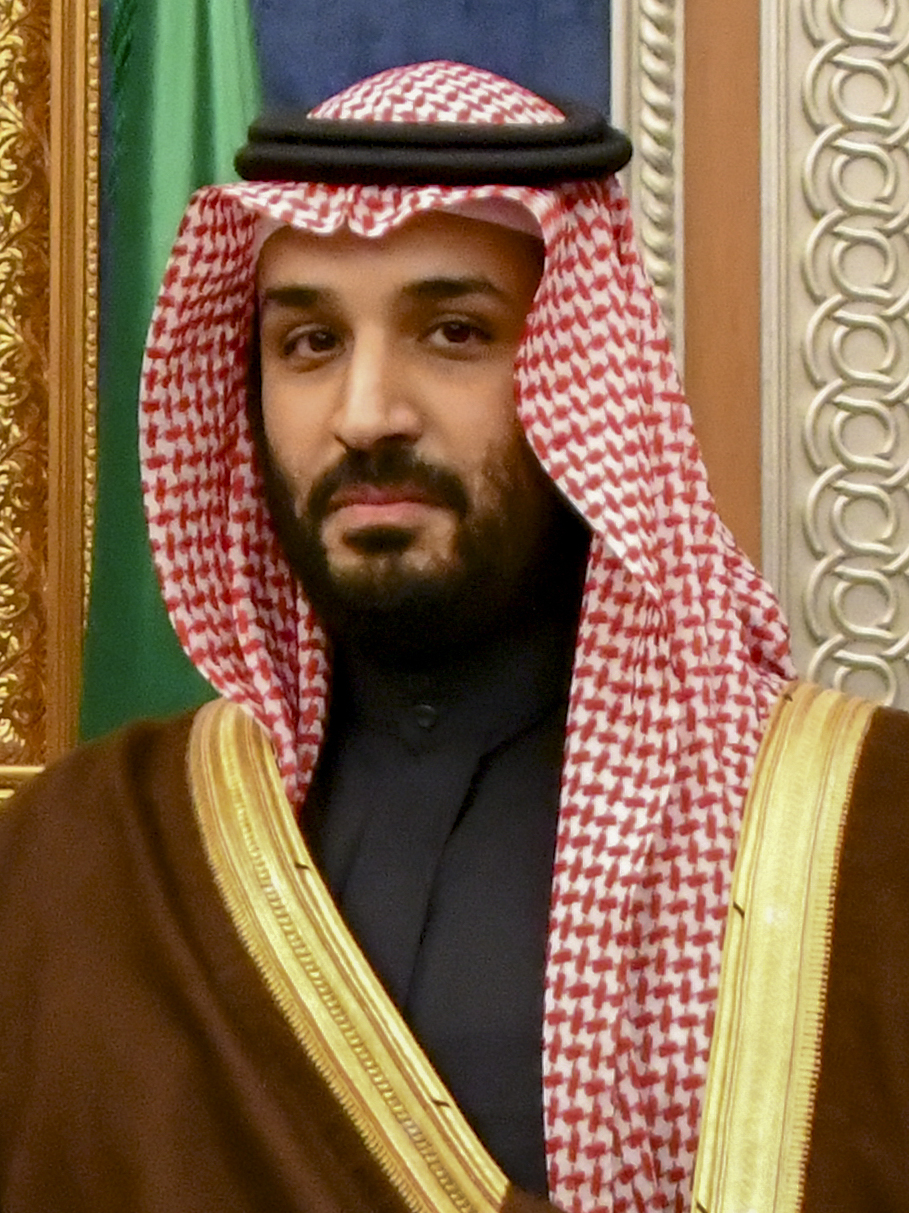
المملكة العربية السعودية صاحب السمو الملكي الأمير محمد بن سلمان آل سعود ولي العهد رئيس مجلس الوزراء
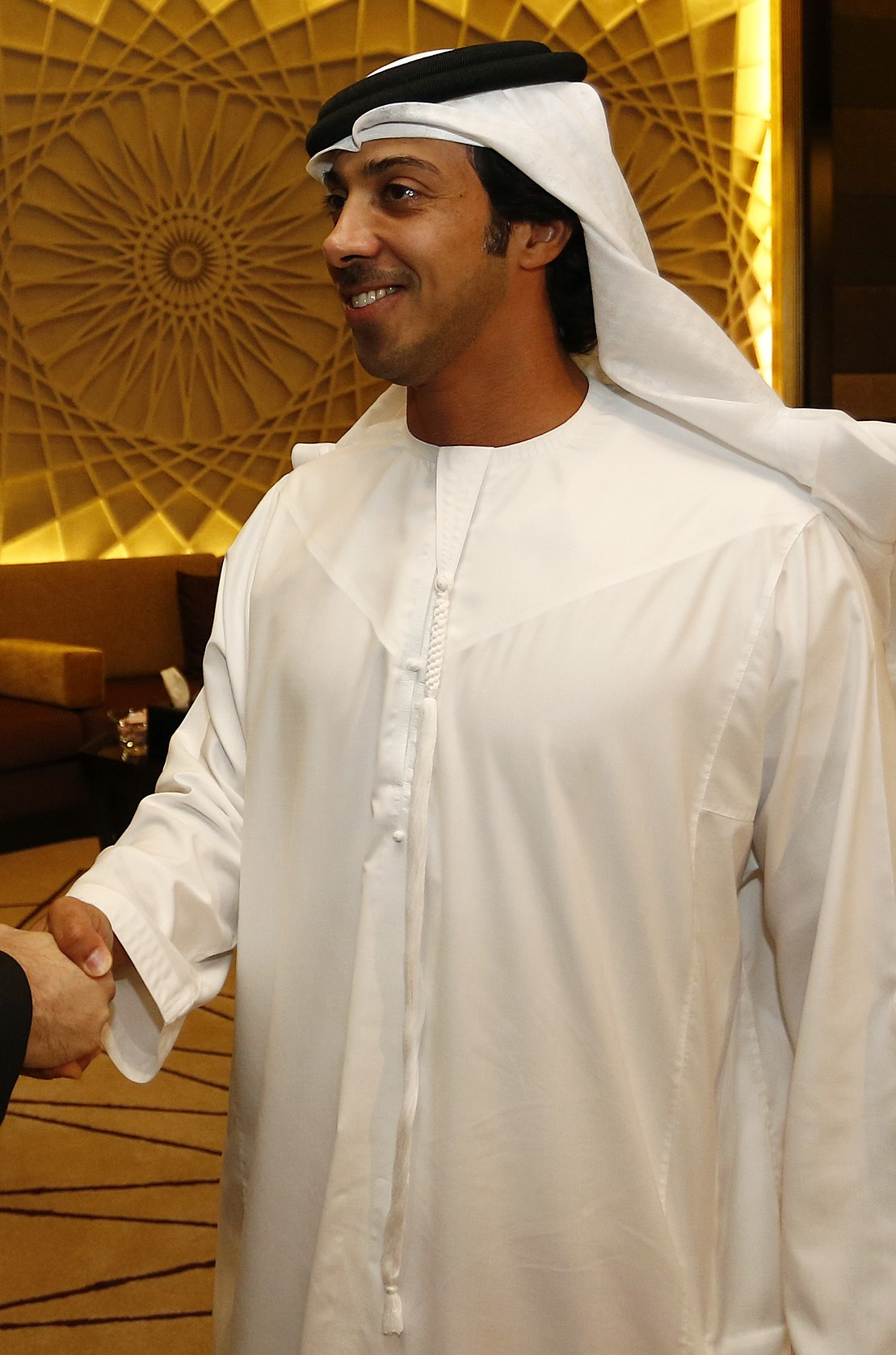
دولة الإمارات العربية المتحدة سمو الشيخ منصور بن زايد آل نهيان نائب رئيس الدولة نائب رئيس مجلس الوزراء رئيس ديوان الرئاسة
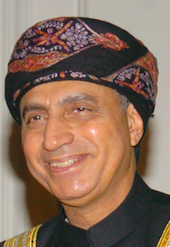
سلطنة عمان صاحب السمو السيد فهد بن محمود آل سعيد نائب رئيس الوزراء لشؤون مجلس الوزراء
الأمانة العامة لمجلس التعاون الخليجي معالي السيد جاسم محمد البديوي أمين عام مجلس التعاون لدول الخليج العربية

## الجلسة الافتتاحية
عقدت الجلسة الافتتاحية للقمة الخليجية في يوم الأحد 1 ديسمبر 2024 بقصر بيان برئاسة الشيخ مشعل الأحمد الجابر الصباح أمير دولة الكويت وخلال الجلسة ألقى أمير دولة الكويت كلمة، وكما ألقى أمين عام مجلس التعاون الخليجي جاسم محمد البديوي كلمة، وكما ألقى السيد فهد بن محمود آل سعيد نائب رئيس الوزراء لشؤون مجلس الوزراء بسلطنة عمان كلمة.